# 소래읍
소래면(蘇萊面)과 소래읍(蘇萊邑)은 경기도 부천군과 시흥군의 옛 행정 구역이다. 현재의 시흥시 대야동, 계수동, 신천동, 방산동, 포동, 미산동, 은행동, 안현동, 매화동, 도창동, 금이동, 과림동, 무지내동 일대에 해당하며, 광명시 옥길동과 부천시 옥길동·계수동이 포함되기도 한다.
| 조선총독부령 제111호 (1913년 12월 29일) |                                                       |
| 구 행정구역                             | 신 행정구역                                           |
| 인천부 신현면(新峴面)                   | 소래면 대야리, 미산리, 방산리, 신천리, 은행리, 포리   |
| 인천부 전반면(田反面)                   | 소래면 금이리, 도창리, 매화리, 무지리(茂芝里), 안현리 |
| 인천부 황등천면(黃等川面)               | 소래면 과림리, 계수리, 옥길리                         |
원래 인천부(仁川府)의 신현면(新峴面), 전반면(田反面), 황등천면(黃等川面) 지역이었다가, 1914년 부천군이 신설되면서 소래면이 되었고, 1973년 부천군이 해체되면서 시흥군으로 편입되어 1980년 소래읍으로 승격하였다. 1983년 옥길리(현 옥길동) 및 계수리(현 계수동) 일부가 부천시 및 광명시로 편입되었다. 이후 1989년 1월 1일 시흥군 소래읍, 수암면, 군자면이 시흥시로 승격되면서 폐지되었다.